# Brama pauciradiata
Brama pauciradiata is een straalvinnige vissensoort uit de familie van zilvervissen (Bramidae). De wetenschappelijke naam van de soort is voor het eerst geldig gepubliceerd in 1995 door Moteki, Fujita & Last.